# Кубок КОНІ
Кубок КОНІ (італ. Coppa CONI) — втішний футбольний турнір, що проводився Національним олімпійським комітетом Італії (італ. Comitato Olimpico Nazionale Italiano, C.O.N.I.) в 1927 і 1928 роках для футбольних команд, що не потрапили до фінального турніру національного чемпіонату.

## Історія
До фінального турніру Чемпіонату Італії 1926—1927 вийшло шість команд, по три кращих з груп А та В. 14 клубів, що зайняли у своїх групах місця з 4 по 10, взяли участь у втішному Кубку КОНІ. Команди були поділені на дві групи. Переможцями груп стали клуби «Алессандрія» і «Казале», які у фіналі з двох матчів виявили володаря турніру. Перемогу здобула «Алессандрія» (1:1, 2:1).
Наступного року Національний дивізіон був розширений до 22 команд. До фінального турніру Чемпіонату Італії 1927—1928 кваліфікувалось 8 учасників. Решта 14 учасників отримали можливість зіграти в Кубку КОНІ, щоправда, команда «Хеллас Верона» відмовилась від участі. Переможцями груп стали «Модена» і «Рома». У фіналі вони двічі зіграли внічию (0:0, 2:2), тому був проведений додатковий матч у Флоренції, що приніс перемогу римському клубу з рахунком 2:1.
Проведення кубку планувалось і в 1929 році, але кількість учасників Національного дивізіону було збільшене до 32, через що й зросла кількість матчів. Чемпіона країни визначили переможці груп, а команди, що посіли місця з першого по восьме потрапили до новоствореної Серії А, а з дев'ятого по чотирнадцяте — до Серії В (пізніше було прийняте рішення розширити Серію А, тому даний розклад був змінений).
Після введення Серії А і Серії В втішний турнір Кубок КОНІ втратив свою функцію і був остаточно відмінений.

## Сезони
| Рік  | Переможець               | Фіналіст | Подробиці фіналу  | Подробиці фіналу | Подробиці фіналу           |
| Рік  | Переможець               | Фіналіст | Місто             | Дата             | Результат                  |
| ---- | ------------------------ | -------- | ----------------- | ---------------- | -------------------------- |
| 1927 | «Алессандрія» (1º титул) | «Казале» | Казале-Монферрато | 10.07.1927       | Казале — Алессандрія — 1-1 |
| 1927 | «Алессандрія» (1º титул) | «Казале» | Алессандрія       | 24.07.1927       | Алессандрія — Казале — 2-1 |
| 1928 | «Рома» (1º титул)        | «Модена» | Рим               | 22.07.1928       | Рома — Модена — 0-0        |
| 1928 | «Рома» (1º титул)        | «Модена» | Модена            | 26.07.1928       | Модена — Рома — 2-2        |
| 1928 | «Рома» (1º титул)        | «Модена» | Флоренція         | 29.07.1928       | Рома — Модена — 2-1        |